# Pelourinho de Penha Garcia
O Pelourinho de Penha Garcia localiza-se na Rua da Praça, na freguesia de Penha Garcia, no município de Idanha-a-Nova, distrito de Castelo Branco, em Portugal.
Encontra-se classificado como Imóvel de Interesse Público desde 1933.
O Pelourinho de Penha Garcia é um dos poucos cuja autoria se conhece, já que no seu capitel existem duas inscrições, inseridas em escudos, que informam ter sido edificado no reinado de D. Sebastião pelos mestres Estêvão Simão e Domingos Fernandes. É um dos poucos monumentos que testemunham a importância passada de Penha Garcia, de cujo castelo já só subsistem alguns vestígios de muralhas. 

Assente num soco quadrangular de quatro degraus, apresenta uma coluna cilíndrica desprovida de plinto. Sobre o capitel jónico dispõe-se um remate cilíndrico de terminação cónica com um cata-vento.